# Epigynopteryx
Epigynopteryx is een geslacht van vlinders van de familie spanners (Geometridae), uit de onderfamilie Ennominae.

## Soorten
- E. affirmata Herbulot, 1997
- E. africana (Aurivillius, 1910)
- E. altivagans Herbulot, 1993
- E. ansorgei (Warren, 1901)
- E. artemis Viette, 1973
- E. aurantiaca Herbulot, 1965
- E. borgeaudi (Herbulot, 1957)
- E. captiva Herbulot, 1997
- E. castanea Viette, 1977
- E. coffeae Prout, 1934
- E. colligata (Saalmüller, 1891)
- E. commixta Warren, 1901
- E. concors Viette, 1977
- E. curvimargo (Hampson, 1909)
- E. declinans Herbulot, 1965
- E. dia Viette, 1973
- E. dorcas Prout, 1932
- E. duboisi Herbulot, 1981
- E. eudallasta Fletcher D. S., 1978
- E. eugonia Prout, 1935
- E. fimosa (Warren, 1905)
- E. flavedinaria (Guenée, 1857)
- E. flexa Prout, 1931
- E. fulva (Warren, 1897)
- E. glycera Prout, 1934
- E. guichardi Wiltshire, 1982
- E. impunctata (Warren, 1898)
- E. indiscretaria (Mabille, 1898)
- E. jacksoni Carcasson, 1964
- E. langaria (Holland, 1920)
- E. lioloma Prout, 1931
- E. maculosata (Warren, 1901)
- E. maeviaria (Guenée, 1858)
- E. metrocamparia (Bastelberger, 1908)

- E. modesta (Butler, 1880)
- E. molochina Herbulot, 1984
- E. mutabilis (Warren, 1903)
- E. nigricola (Warren, 1897)
- E. ommatoclesis (Prout, 1922)
- E. perviata Warren, 1897
- E. piperata (Saalmüller, 1880)
- E. prolixa (Prout, 1915)
- E. prophylacis Herbulot, 1984
- E. pygmaea Herbulot, 1957
- E. rougeoti Herbulot, 1977
- E. scotti Fletcher D. S., 1959
- E. silvestris Herbulot, 1954
- E. stictigramma (Hampson, 1909)
- E. straminea (Warren, 1897)
- E. subspersa (Warren, 1897)
- E. tabitha Warren, 1901
- E. tenera Viette, 1973
- E. termininota Prout, 1934
- E. townsendi Fletcher D. S., 1958
- E. variabile Viette, 1973
- E. venosa Herbulot, 1984
- E. xeres Viette, 1973